# Dissotis bureaevii
Dissotis bureaevii là một loài thực vật có hoa trong họ Mua. Loài này được A. Fern. & R. Fern. mô tả khoa học đầu tiên.